# Erwin Blask
Erwin Blask  (né le 20 mars 1910 à Friedrichsheyde et décédé le 6 février 1999 à Francfort-sur-le-Main) est un athlète allemand spécialiste du lancer de marteau. Licencié au Berliner SC, il mesurait 1,80 m pour 97 kg. Il est le beau-frère du sprinteur Harry Voigt.

## Biographie
Il a épousé Dora (Dorle) Voigt, la sœur cadette du coureur de 400 mètres Harry Voigt, qui, avec Helmut Hamann, Friedrich von Stülpnagel et Rudolf Harbig, a remporté la médaille de bronze au 4 mètres sur 400 mètres aux Jeux olympiques de Berlin de 1936. Dora Voigt était athlète qui appartenait au relais du record du monde sur 4 x 200 mètres en 1938 et devint championne d'Allemagne plusieurs fois sur 200 m ou avec le relais sprint. Blask était un officier de police, plus récemment chef du district de Francfort (Main). Erwin et Dora (Dorle) Blask, ont vécu à Francfort (Main) jusqu'à sa mort en 1999. Le 27 août 1938, Blask établit un record du monde à Stockholm, avec 59,00 m, qui perdura jusqu'en 1948. Il a également participé à la Seconde Guerre mondiale jusqu'en 1943.

### Palmarès
| Date | Compétition           | Lieu   | Résultat | Performance |
| ---- | --------------------- | ------ | -------- | ----------- |
| 1936 | Jeux olympiques d'été | Berlin | 2e       | 55,04 m     |
| 1938 | Championnats d'Europe | Paris  | 2e       | 57,34 m     |

### Records
| Épreuve           | Performance | Lieu      | Date         |
| ----------------- | ----------- | --------- | ------------ |
| Lancer de marteau | 59,00 m     | Stockholm | 27 août 1938 |